# Jean Maertens
Jean Henri Corneille Maertens (Brugge, 26 februari 1803 - 15 juli 1857) was een Belgisch volksvertegenwoordiger.

## Levensloop
Maertens was een zoon van Cornelius Maertens en van Henriette Van den Bussche. Hij trouwde met Angelique Chrétien (overleden in 1839) en vervolgens met Victoire Lauwereyns de Roosendaele de Diepenheede, dochter van de Brugse procureur Jacques Lauwereyns.
Hij promoveerde tot doctor in de rechten (1825) aan de Rijksuniversiteit Gent en werd advocaat in Brugge (1826-1829), rechter in Kortrijk (1829-1830) en procureur des Konings in Brugge (1832-1857), naar aanleiding van de grote hervorming van het rechterlijk personeel. Als jong advocaat liet hij zich inwijden in de Brugse vrijmetselaarsloge La Réunion des Amis du Nord. 
In 1836-1837 werd hij provincieraadslid van West-Vlaanderen en werd opgemerkt door zijn activiteit. In 1837 werd hij liberaal volksvertegenwoordiger voor het arrondissement Brugge en vervulde dit mandaat tot aan de wet van 1848 op de onverenigbaarheden, waarbij hij de voorkeur gaf aan zijn rechterlijke functie.
Hij behoorde tot de stichters van de Brugse afdeling van de Maetschappij tot bevordering der Nederduitsche Tael en Letterkunde, een vereniging in Brussel opgericht in 1836 door Jan Frans Willems en Jan-Baptist David. Hij was ook lid van de Brugse schuttersgilde Sint-Sebastiaan.